# Mason Cook Darling
Mason Cook Darling (* 18. Mai 1801 in Amherst, Massachusetts; † 12. März 1866 in Chicago, Illinois) war ein US-amerikanischer Politiker. Zwischen 1848 und 1849 vertrat er den Bundesstaat Wisconsin im US-Repräsentantenhaus.

## Werdegang
Mason Darling besuchte die öffentlichen Schulen seiner Heimat. Danach unterrichtete er für einige Jahre als Lehrer im Staat New York. Nach einem anschließenden Medizinstudium am Berkshire Medical College und seiner im Jahr 1824 erfolgten Zulassung als Arzt arbeitete er in den folgenden 13 Jahren in diesen Beruf. 1837 zog er in das Wisconsin-Territorium. Dort war er einer der ersten Siedler in Fond du Lac.
In seiner neuen Heimat begann Darling als Mitglied der Demokratischen Partei eine politische Laufbahn. Zwischen 1840 und 1846 war er Abgeordneter im territorialen Repräsentantenhaus; von 1847 bis 1848 gehörte er dem territorialen Regierungsrat an. Nach dem Beitritt Wisconsins zur Union wurde er im zweiten Wahlbezirk des neuen Staates in das US-Repräsentantenhaus in Washington, D.C. gewählt, wo er am 9. Juni 1848 sein neues Mandat antrat. Da er bei den Kongresswahlen des Jahres 1848 nicht erneut kandidierte, konnte er bis zum 3. März 1849 nur die laufende Legislaturperiode im Kongress beenden.
1852 wurde Darling zum Bürgermeister seiner Heimatstadt Fond Du Lac gewählt. Ansonsten praktizierte er wieder als Arzt; außerdem wurde er im Immobiliengeschäft tätig. Im Jahr 1864 zog er nach Chicago, wo er am 12. März 1866 verstarb. Mason Darling wurde in Fond Du Lac beigesetzt.